# Lumbyepark

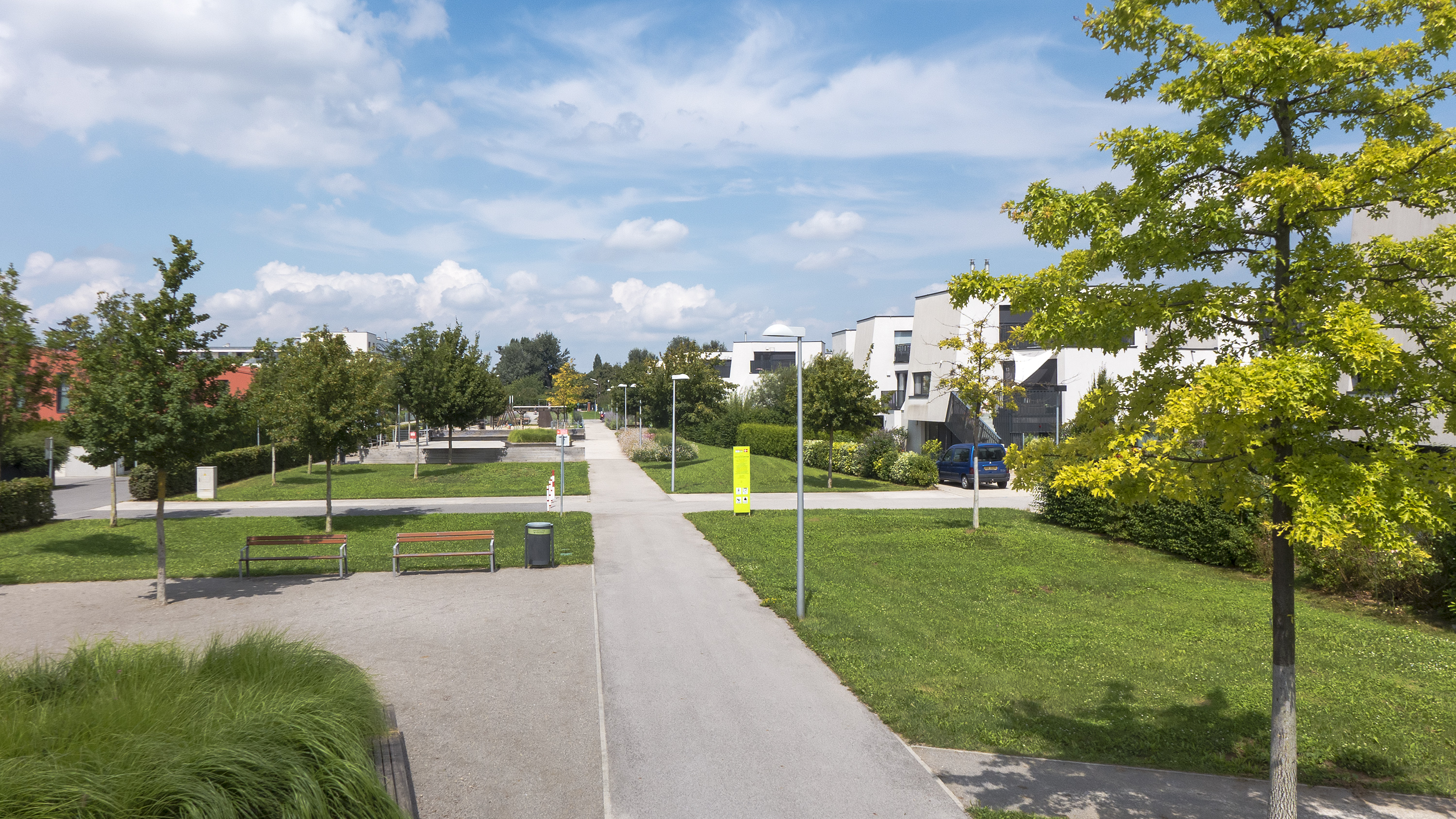
Lumbyepark, südlicher Bereich mit Grünflächen

Der Lumbyepark ist eine Parkanlage im Bezirksteil Aspern des 22. Wiener Gemeindebezirks Donaustadt. Er liegt an der Sophie-Scholl-Gasse im Süden des historischen Ortskerns von Aspern und ist nach dem dänischen Komponisten Hans Christian Lumbye benannt.

## Geschichte

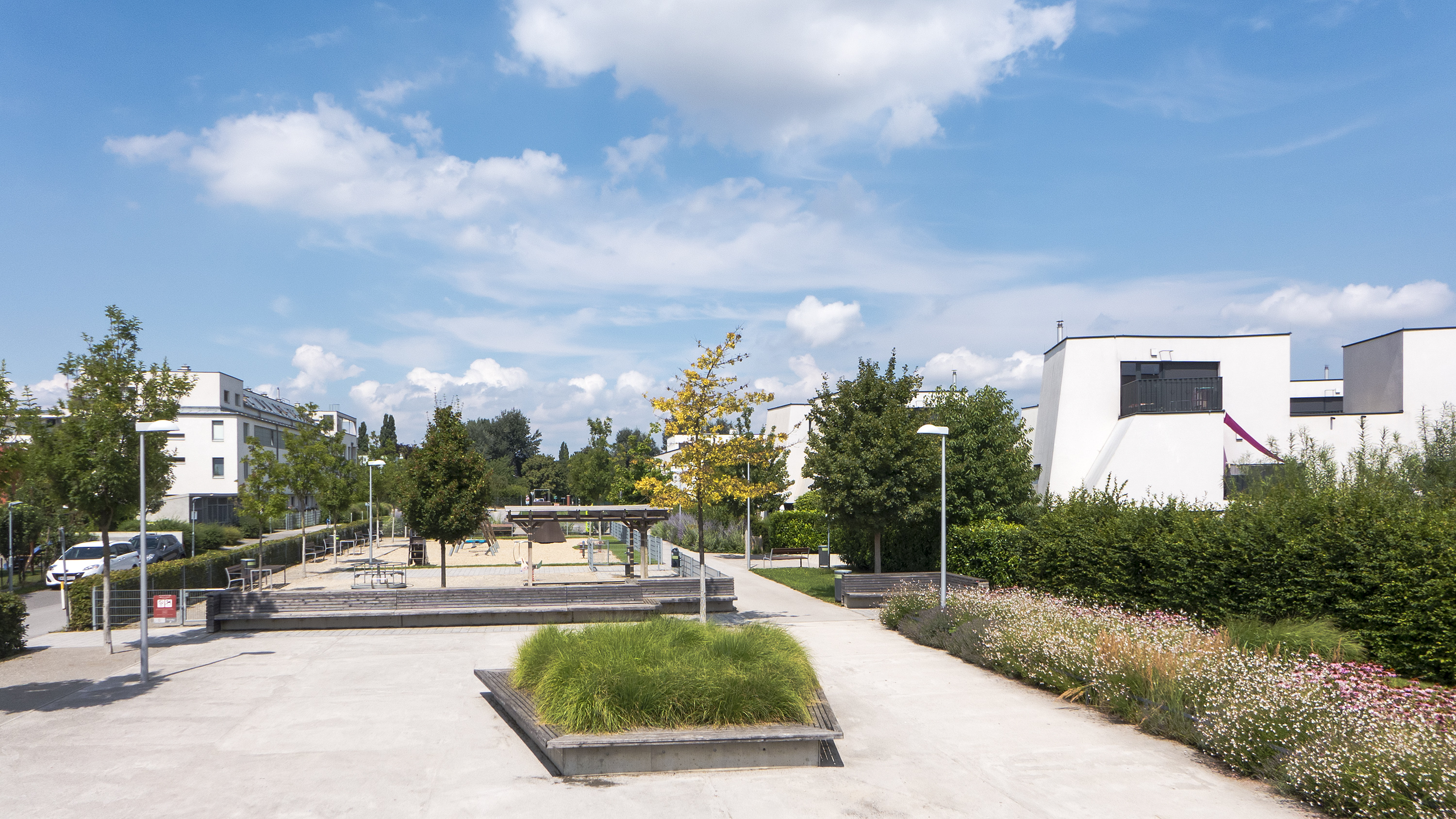
Lumbyepark, mittlerer Bereich

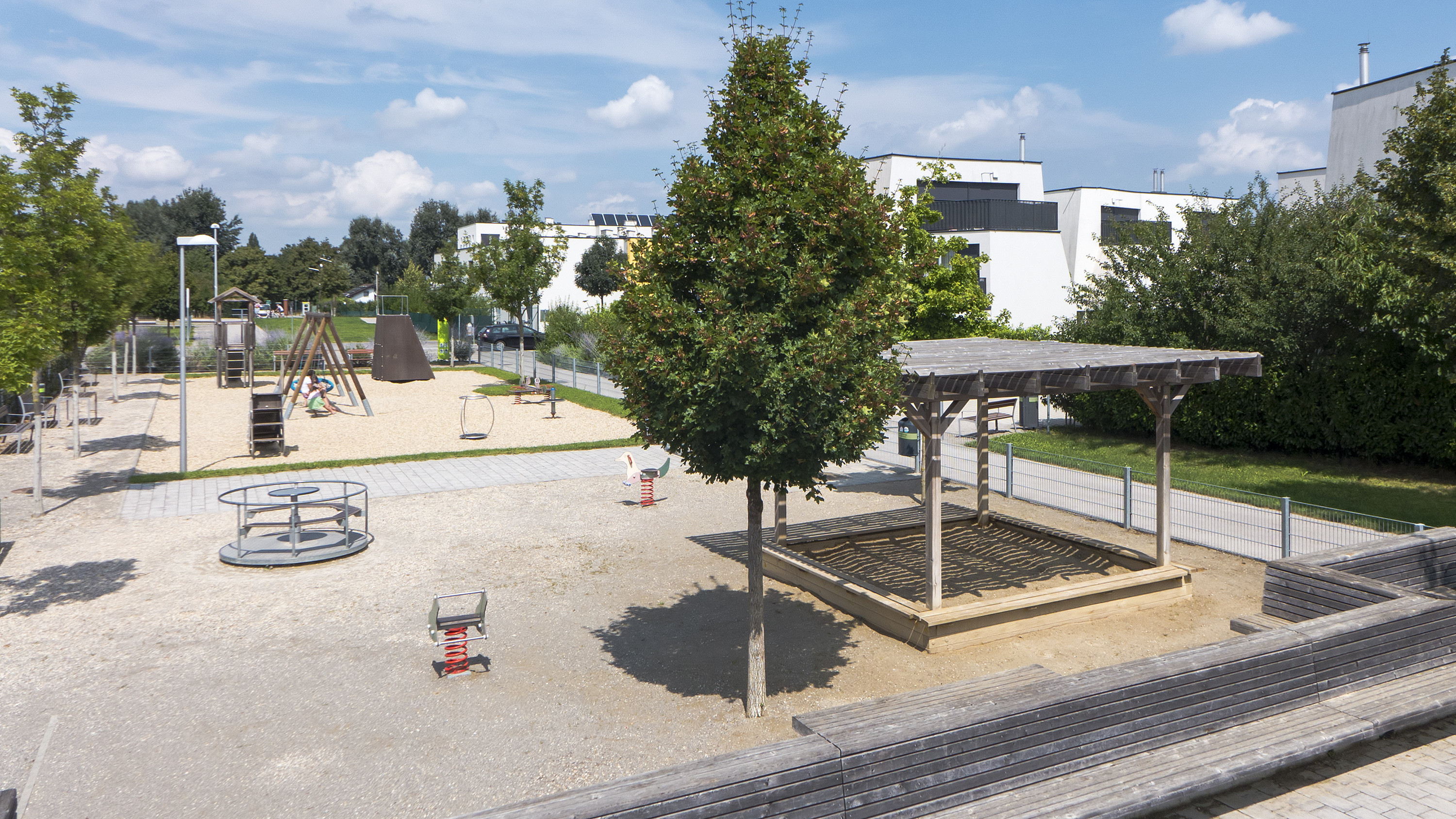
Lumbyepark, Spielplatz am nördlichen Ende

Ursprünglich war die Gegend südlich der Ortschaft Aspern eine Sumpf- und Aulandschaft im Verlauf der damals noch unregulierten Donau. Im 19. Jahrhundert befand sich im Bereich des heutigen Lumbyeparks die Gemeindeau von Aspern, im 20. Jahrhundert ein Acker. Von 2008 bis 2009 entstanden auf dem an der Heustadelgasse gelegenen Teil des ehemaligen Ackers zwei Reihenhaussiedlungen, zwischen denen 2010 ein Park angelegt wurde. Dieser anfangs inoffiziell so genannte Heustadelpark wurde schließlich auf Initiative der Österreichisch-Dänischen-Gesellschaft und nach erfolgtem Gemeinderatsbeschluss am 4. Mai 2011 nach dem dänischen Kapellmeister und Komponisten Hans Christian Lumbye benannt. Auf einer am Rande des Parks angebrachten Informationstafel des Wiener Stadtgartenamtes wird der Park in der Langform Hans-Christian-Lumbye-Park genannt.

## Lage und Beschreibung
Der etwa 4500 m² große Lumbyepark besteht aus zwei Teilflächen und erstreckt sich länglich von der Sophie-Scholl-Gasse im Norden bis zu einer großen öffentlichen Grünfläche im Süden. Seitlich wird er von zwei Reihenhaussiedlungen begrenzt und stellt damit eine moderne Variante eines Dorfangers dar.
Der von Landschaftsarchitektur Schmidt Rennhofer gestaltete Park 
verfügt über einen Spielplatz im nördlichen Bereich sowie über speziell angefertigte 
Sitzmauern. Der Rasenanteil macht weniger als die Hälfte der Parkfläche aus.

## Baumbestand
Der Lumbyepark hat einen Bestand von 47 Bäumen (Stand 2017), folgende Baumarten und Zierformen sind vertreten:
- Kegel-Feldahorn (Acer campestre 'Elsrijk')
- Weißgerandeter  Spitzahorn (Acer platanoides 'Drummondii')
- Säulenblumenesche (Fraxinus ornus 'Obelisk')
- Silber-Pappel (Populus alba)
- Zerreiche (Quercus cerris)